# Сільськогосподарські угіддя
Сільськогоспо́дарські угі́ддя — земельні угіддя, які систематично використовуються для одержання сільськогосподарської продукції. Ці угіддя є головним засобом в сільськогосподарському виробництві.
Угіддя розрізняються за природними особливостями і призначенням. До основних категорій відносяться:
- рілля — землі, що систематично оброблюються і використовуються для посіву різноманітних сільськогосподарських культур;
- багаторічні насадження (сади, виноградники);
- перелоги (рілля, необроблювані тривалий час землі);
- сіножаті і пасовища (луки, що використовуються для сіножаті і випасу сільськогосподарських тварин).

Залежно від якісного стану, розділяються на види:
- землі поливу, рілля, осушені угіддя, землі піддані ерозії;
- сіножаті заливні, суходільні, заболочені тощо.

## Структура земельного фонду України
Сільськогосподарські угіддя займають 42 млн гектарів, або 70 % загального фонду країни. 78,9 % сільськогосподарських угідь — орні землі (рілля) і багаторічні насадження, 13,0 % — пасовища, 8,4 % — сіножаті. Найвища частка орних земель — у степових районах (70 — 80 %) і лісостеповій зоні. Пасовища зосереджені, в основному, в Карпатах, на Поліссі та в південно-східних степових областях, сіножаті — в долинах річок лісової і лісостепової зон.
Україна характеризується високим ступенем освоєння земельного фонду; на сільськогосподарські угіддя припадає 60 % його площі. Характерною рисою структури сільськогосподарських угідь України є загальна висока питома вага розораних земель (80 %), а в Кіровоградській, Вінницькій і Тернопільській областях він складає близько 90 %. Інші площі використовуються під багаторічні насадження (1,5 %), сінокоси (3,1 %) і пасовища (11 %). На структуру сільськогосподарських угідь впливають природні, економічні і соціальні фактори. Так, землі лісостепової зони розорані на 85,4 %, землі Полісся — на 68,9 % (тут майже третину площі сільськогосподарських угідь займають природні кормові угіддя).
Основу посівних площ України складають посіви зернових культур (56 %). Вони відіграють провідну роль у всіх областях України, особливо тих, що розташовані у степовій і лісостеповій зонах.
За площею сільськогосподарських угідь Україна посідає одне з перших місць у світі. Найбільшу площу посівних земель займають посіви зернових культур, особливо озимої пшениці. Вирощування зернових культур має широтну зональність. Таким чином в Україні добре розвинуто і рослинництво і тваринництво. В Україні вирощують усі сільськогосподарські культури помірного поясу, а головна галузь тваринництва України — скотарство.

## Сільськогосподарські угіддя у структурі земельного фонду України
Тісний зв'язок сільського господарства з природно-кліматичними умовами зумовлює зональний характер його спеціалізації. Так, у територіальній структурі сільського господарства України виділяються три зональні аграрні комплекси (зони) — лісовий (поліський), лісостеповий, степовий; гірські регіони — Карпатський і Кримський, а також поза зональні приміські території.

### Полісся
Поліський льоно-, картопле-, тваринницький комплекс займає 19 % площі сільськогосподарських угідь країни. Він сформувався в межах Українського Полісся. Провідною галуззю є м'ясо-молочне скотарство (понад 25 % м'яса і 20 % молока в Україні). Найвища за товарністю галузь — льонарство, (95 % льоноволокна), нижче — картоплярство (48 % товарної картоплі). Крім того, тут виробляється понад 15 % цукрового буряку, понад 6 % товарного зерна, овочі (7 %), а також свинина, м'ясо птахів, яйця, баранина і вовна.
Подальший розвиток поліського комплексу пов'язаний зі спеціалізацією на високо інтенсивному м'ясному і м'ясо-молочному скотарстві.
З цією метою розширюються площі зернобобових культур і багаторічних трав, створюються культурні пасовища. Спеціалізованими галузями тут стали хмелярство, звірівництво, мисливські господарства, а також розведення риби і водоплавних птахів у природних і штучних водоймах.

### Лісостеп
Лісостеповий буряко-, цукро-, тваринницько-зерновий комплекс займає 35 % площі сільськогосподарських угідь України. Він сформувався в межах лісостепової природної зони.
Провідною галуззю є бурякосіяння (понад 70 % бурякової сировини країни), яке успішно поєднується зі скотарством і зерновим господарством. Серед зернових культур основні — озима пшениця і кукурудза, менше значення мають ячмінь, жито, просо, гречка, горох. Високотоварною галуззю є також м'ясо-сальне свинарство, менше значення має птахівництво.

### Степ

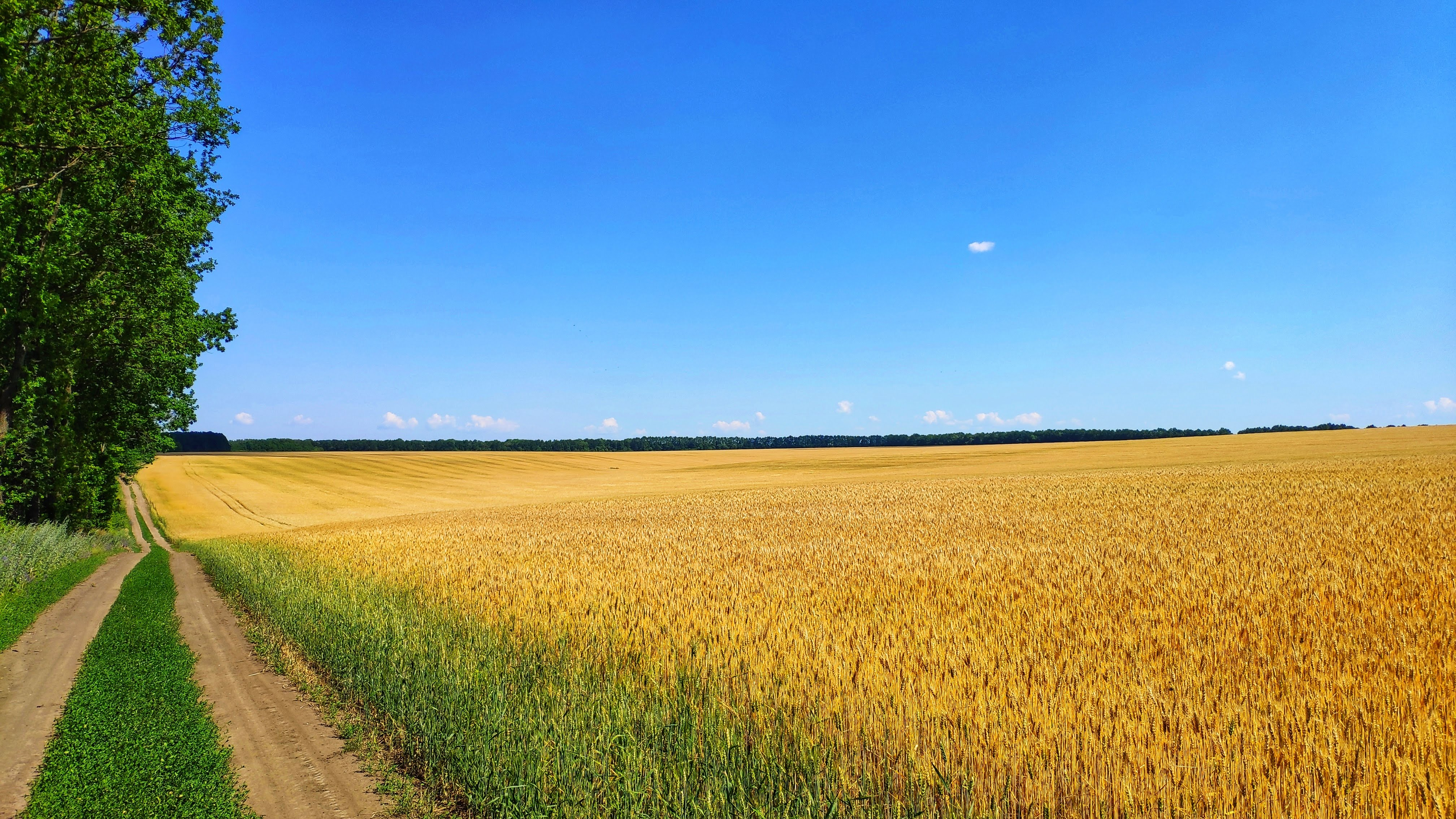
Пшеничне поле в центральній Україні

Степовий тваринницько-зерново-соняшниково-овочеплодосадівничий комплекс сформувався в межах степової природної зони України, він охоплює понад 40 % її території. Серед галузей насамперед виділяються скотарство (на півночі — молочном'ясне, південніше — м'ясо-молочне), свинарство, вівчарство і птахівництво, тобто на галузі тваринництва припадає близько 60 % товарної продукції України (м'ясо, молоко, вовна, яйця). Тут зосереджені великі площі озимої пшениці, кукурудзи, ярого і озимого ячменю, проса, гороху, рису. Степовий комплекс виробляє близько 55 % усього зерна України. Найвищу товарність мають соняшник, виноград, плодово-ягідні культури. Додатковою галуззю є картоплярство на зрошуваних землях. Враховуючи унікальне сприяння природно-кліматичних умов, тут необхідно розширювати площі багаторічних насаджень персика, абрикоси, яблуні, сливи, груші, черешні.

### Карпати
Гірські регіони Карпат спеціалізуються на тваринництві (вівчарство і скотарство м'ясо-молочного напряму). У Прикарпатті (Івано-Франківщина) розвинені зернове господарство, картоплярство, хмелярство, у Закарпатті — виноградарство, вирощування тютюну.

## Резерви земель
Як повідомляє прес-служба асоціації «Укрсадпром», понад 7 млн га екологічно чистих земель в Україні залишаються невикористаними для виробництва органічної продукції.
Згідно з повідомленням, за підсумками 2016 року, площа органічних сільськогосподарських земель в світі становить 57,8 млн га, з них близько 400 тис. га — в Україні. За цим показником Україна посідає 20-те місце у світі. Сертифіковані органічні площі займають близько 1% у структурі сільськогосподарських угідь України.